# Prototritia major
Prototritia major är en kvalsterart som först beskrevs av Arthur P. Jacot 1933.  Prototritia major ingår i släktet Prototritia och familjen Protoplophoridae. Inga underarter finns listade i Catalogue of Life.